# Parathelypteris rechingeri
Parathelypteris rechingeri är en kärrbräkenväxtart som beskrevs av Holtt. Parathelypteris rechingeri ingår i släktet Parathelypteris och familjen Thelypteridaceae. Inga underarter finns listade.